# 筧田知義
筧田 知義（といた ともよし、1926年10月8日 - 2004年8月15日）は、日本の教育学者。京都大学名誉教授、富山県立大学名誉教授。教育学博士（京都大学、1981年）。旧制高等学校や幼児教育について研究。

## 略歴
- 1948年
  - 京都大学文学部哲学科卒業
  - 京都師範学校附属小学校（現：京都教育大学附属京都小中学校）勤務
- 1950年 京都学芸大学助手
- 1954年 関西大学助教授
- 1961年 関西大学教授
- 1966年 京都大学教養部助教授
- 1968年 京都大学教養部教授
- 1975年 京都大学教養部長（1976年まで）
- 1986年 京都大学学生部長（1987年まで）
- 1990年 富山県立大学工学部教授（1997年まで）
- 2004年8月15日 肺癌のため死去[1]

## 著書
- 『大学と大学論』三和書房 1956年
- 『近代日本教育史稿』啓文社 1965年
- 『旧制高等学校教育の成立』ミネルヴァ書房 1975年
- 『幼児教育の基礎と構造』（編著）ミネルヴァ書房 1979年
- 『旧制高等学校教育の展開』ミネルヴァ書房 1982年